# ایستگاه سامرهیل
ایستگاه سامرهیل (انگلیسی: Summerhill station) یک ایستگاه متروی زیرزمینی در خط یک یانگ–یونیورسیتی متروی تورنتو است.